# Bagno dei forzati

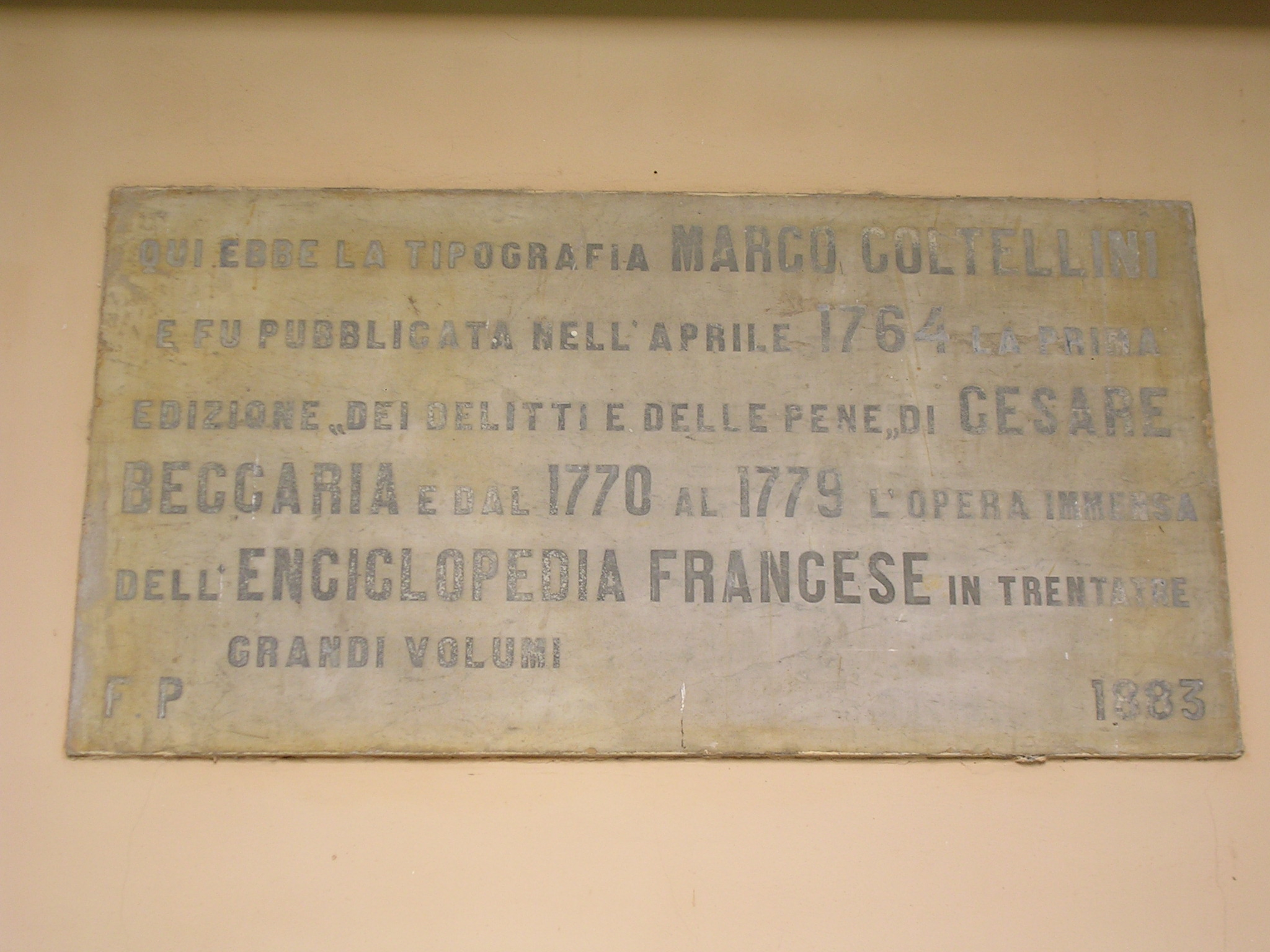
Lapide commemorativa della Tipografia Coltellini, un tempo costruita in aderenza al Bagno dei forzati

Il Bagno dei forzati, o Bagno delle galere, era un grande edificio che, fino agli anni antecedenti alla seconda guerra mondiale, si innalzava a Livorno, nell'area dell'attuale palazzo del Governo, tra il porto e piazza Grande. Ospitò anche l'ospedale di Sant'Antonio e qui si trovavano anche la chiesa della Purificazione e quella di Sant'Antonio, nonché la Tipografia Coltellini, dove vennero stampate la prima edizione del Dei delitti e delle pene di Cesare Beccaria (nel 1764, in forma anonima) e, nel 1770, la terza edizione dell'Encyclopédie ou Dictionnaire raisonnè des Sciences, des Arts et des Métiers di Diderot e D'Alembert.

## Storia

### Il Bagno dei forzati
Il Bagno dei forzati fu costruito a partire dal 1598 sotto il granduca Ferdinando I de' Medici nel cuore della Livorno medioevale, integrando così nella sua struttura parte delle antiche mura che qui i pisani avevano eretto nel XIV secolo e del "Bastione della Cera" del secolo precedente. Il progetto fu curato da Alessandro Pieroni.
Il complesso era una vasta prigione utilizzata soprattutto per imprigionarvi i turchi catturati e fatti schiavi dall'Ordine di Santo Stefano Papa e Martire, ma anche per i detenuti toscani (come i cristiani condannati anche per debiti). I prigionieri lavoravano nel porto e tornavano nelle loro celle solo durante la notte; inoltre avevano la possibilità di aprire botteghe in città e disponevano di un locale dove potevano esercitare il loro culto. Infatti, ai turchi, che nei primi anni del XVII secolo arrivarono anche a 2000 unità, era concesso avere un proprio luogo di preghiera ad uso moschea con un proprio ministro chiamato "coggia". Per dormire vi erano delle tavole, ma chi poteva guadagnare qualcosa con i proventi dei propri manufatti poteva comprarsi un saccone di paglia e migliorare il vitto.
I cattolici invece avevano una cappella per ogni dormitorio e una chiesetta comune, successivamente assegnata all'Arciconfraternita della Purificazione. Vi erano anche dei piccoli spedali per i cristiani e i turchi, le officine ed una prigione.
Sul retro dell'edificio, ampliato notevolmente nel corso del tempo, si trovavano i depositi per il grano (le cosiddette buche da grano) in numero di 58 con l'ingresso laterale da via della Biscotteria e i forni regi dove veniva fatto il pane per la prigione e per l'intera città.
Nel 1766 l'intero complesso fu soppresso e il granduca vi istituì un Istituto di Marina. Ospitò anche la squadra dei pompieri.
Dal punto di vista architettonico, il vasto edificio si presentava come una fortezza quadrilatera all'interno della nuova città. Era delimitato con mura a scarpa in mattoni, alla cui sommità si snodava il camino di ronda: ad ogni angolo vi era una postazione con una campanella con la quale i soldati di turno davano segni convenuti. Al centro si apriva un vasto cortile con al centro una cisterna dell'acqua e vicino al lato sud un pozzo. Sul lato meridionale si apriva uno scalone a tenaglia che dava accesso ai piani superiori e ai quartieri delle guardie. Vi si aprivano i locali dei forzati con vasti cameroni per dormitori.

### L'ospedale di Sant'Antonio
Successivamente i forzati furono trasferiti alla Fortezza Vecchia; il Bagno, come detto, divenne sede di una scuola di marina e furono ampliati i locali dell'ospedale di Sant'Antonio, che già esisteva nella zona da epoche precedenti.
L'ospedale dapprima era ospitato in una struttura adiacente alla vicina chiesa di Sant'Antonio e fu ampliata nel tempo fino a occupare l'adiacente bagno penale; poi, nel XIX secolo, tramontata l'ipotesi di realizzare una nuova struttura su progetto di Luigi de Cambray Digny, furono ultimati importanti lavori con l'apertura di nuove sale.
Tuttavia, all'inizio del XX secolo, le precarie condizioni igieniche della zona imposero alle autorità di attuare una serie di demolizioni in modo tale da bonificare l'area intorno all'ospedale.
I lavori furono avviati per volontà di Rosolino Orlando, presidente dei "RR. Spedali Riuniti"; gli sventramenti attuati nei pressi della struttura sanitaria portarono alla cancellazione di alcuni vicoli dell'antica Livorno, ma lasciarono intatte le adiacenti chiese di Sant'Antonio, della Purificazione e della Santissima Trinità dei Greci-ortodossi.

### La chiesa della Purificazione
L'opera di demolizione coincise con il restauro e ampliamento del vecchio ospedale; in particolare l'edificio venne dotato di una nuova facciata che inglobò, nella simmetria del fronte continuo, l'accesso alla chiesa dell'Arciconfraternita della Purificazione di Maria vergine e dei Catecumeni.
Tale arciconfraternita aveva operato fin dal 1700, ad opera di padre Angiolo Comparini, per l'insegnamento della dottrina cristiana ai giovani, dapprima presso in una cappella presso il piccolo cimitero della Venezia Nuova, dove in seguito fu innalzato il Palazzo del Refugio, quindi si trasferì nell'adiacente via Santa Caterina e, nel 1780, ebbe in uso la suddetta cappella del Bagno dei forzati.
La cappella fu allora ingrandita e dotata di un nuovo campanile nel 1856.
Vi si accedeva da un ingresso dalla via della Banca, che immetteva in un vasto locale a pianta leggermente trapezoidale. L'interno, fatto a stucco lucido, si presentava con tre altari: i due laterali dedicati al Crocifisso e all'Addolorata, mentre quello maggiore alla Madonna con un dipinto della scuola del Terreni. Altri lavori furono eseguiti tra la seconda metà del medesimo secolo e i primi anni del Novecento.

### La costruzione del Palazzo del Governo

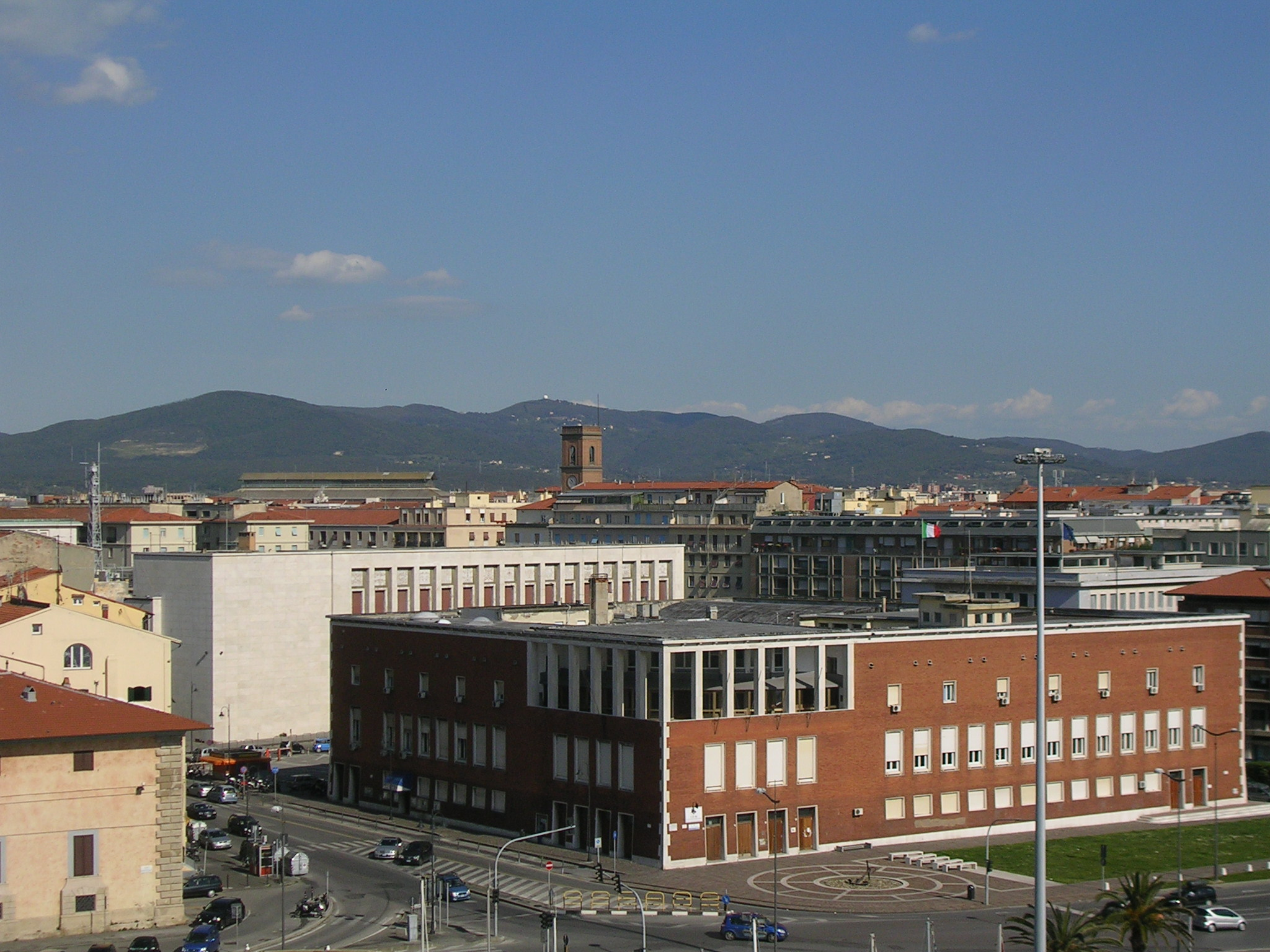
L'area un tempo occupata dal Bagno dei forzati come si presenta nel 2008

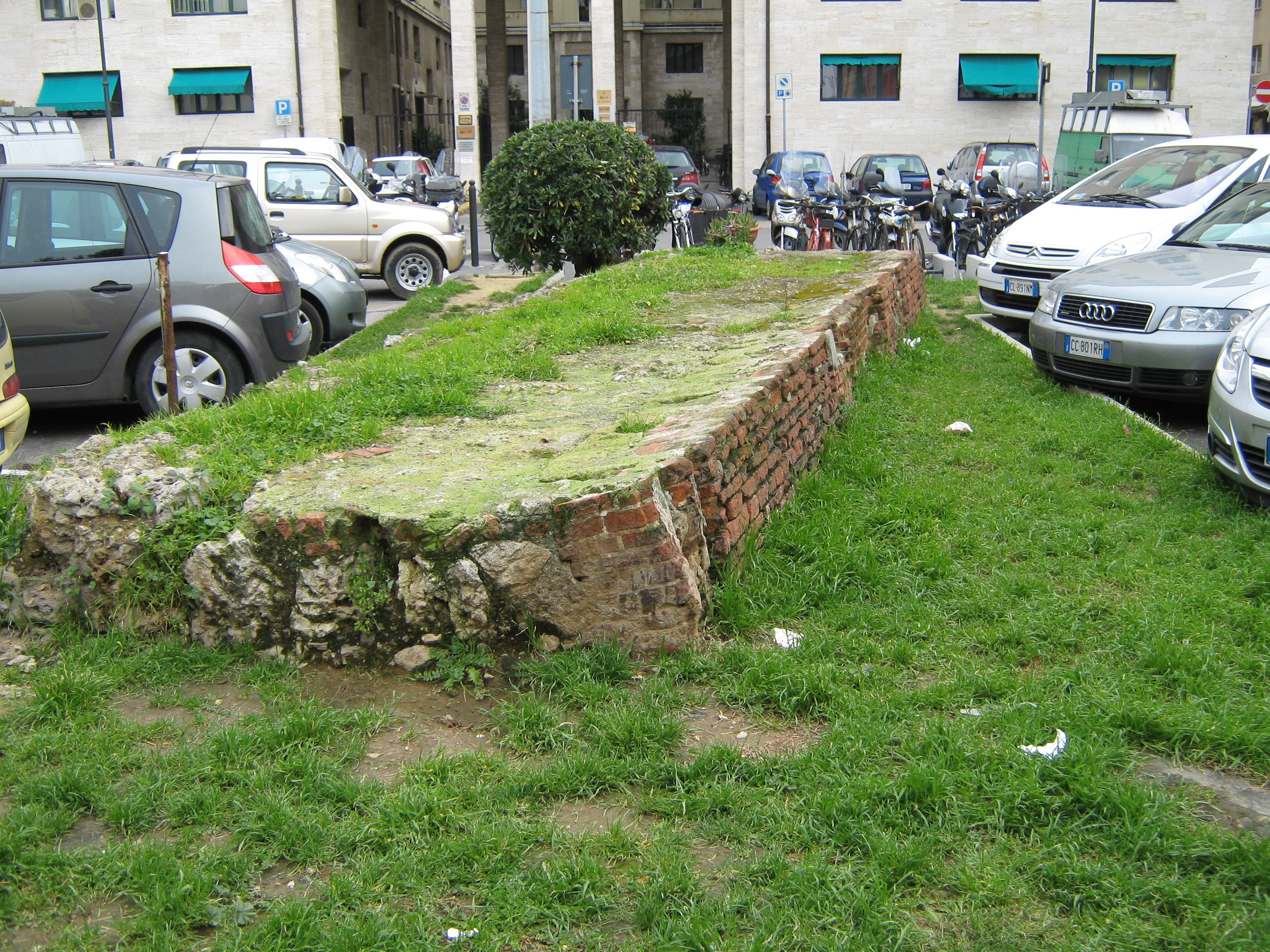
Ciò che resta dello storico complesso, all'altezza della scomparsa chiesa della Purificazione

Malgrado i lavori eseguiti ad inizio Novecento per il restauro dell'ospedale, sul finire degli anni venti fu deciso di realizzare un nuovo e più grande nosocomio non distante dal quartiere della Stazione.
Gli Spedali Riuniti furono inaugurati nel 1931, mentre, pochi anni più tardi, fu deciso di abbattere il complesso del Bagno dei forzati al fine di realizzarvi il faraonico Palazzo del Governo.
Dell'antica struttura fu risparmiata solo l'annessa chiesa della Purificazione, ma i successivi bombardamenti aerei della seconda guerra mondiale cancellarono anche lo stesso luogo di culto.
Presso il palazzo del Governo, in una mesta aiuola circondata da auto in sosta, è ancora visibile un breve tratto di un muro dell'antico ospedale di Sant'Antonio.

### La chiesa di Sant'Antonio
Gli sventramenti del ventennio fascista causarono anche la perdita della chiesa di Sant'Antonio, la quale esisteva almeno dal XII secolo ed era stata ampiamente rimaneggiata nel corso del tempo.
Posta in diretta comunicazione con l'ospedale, la chiesa subì un importante restauro ad opera di Alessandro Pieroni, durante il granducato di Ferdinando I de' Medici; l'ultimo restauro risaliva all'inizio del Novecento, quando, contestualmente al risanamento del quartiere, la chiesa fu completamente stravolta da un massiccio intervento che le conferì forme neogotiche.
Con la costruzione del Palazzo del Governo e la necessità di dotare l'area di una vasta piazza per le adunate, ne fu decretata la demolizione assieme alla vicina chiesa greca-ortodossa.
Dal dopoguerra, nel luogo in cui sorgeva la chiesa si trova il Palazzo del Portuale, costruito negli anni cinquanta davanti al Palazzo del Governo.